# Extracts from Rubycon
Extracts from Rubycon è il terzo singolo pubblicato nel gennaio del 1975 della band tedesca di musica elettronica Tangerine Dream. Esso è un estratto dalla suite Rubycon.

## Tracce[1]
1. Extracts from Rubycon - 3:07
2. Extracts from Rubycon - 3:09

## Formazione
- Edgar Froese: mellotron, chitarra, sintetizzatore VCS3, organo.
- Peter Baumann: organo elettrico, Electronic Music Studios Synthi-A, piano elettrico, ARP 2600.
- Christopher Franke: Doppio sintetizzatore moog, Electronic Music Studios Synthi-A, organo elettrico.